# Liste der Monuments historiques in Jassans-Riottier
Die Liste der Monuments historiques in Jassans-Riottier führt die Monuments historiques in der französischen Gemeinde Jassans-Riottier auf.

## Liste der Bauwerke
| Bezeichnung                       | Beschreibung                  | Standort                         | Kennzeichnung | Schutzstatus | Datum | Bild           |
| --------------------------------- | ----------------------------- | -------------------------------- | ------------- | ------------ | ----- | -------------- |
| Kirche Notre-Dame-de-l’Assomption | Erbaut 1863                   | (Lage)                           | PA01000003    | Inscrit      | 1996  | weitere Bilder |
| Manoir de la Rigaudière           | Erbaut im 15./16. Jahrhundert | 1699 quai Maurice-Utrillo (Lage) | PA01000002    | Inscrit      | 1996  | weitere Bilder |

## Liste der Objekte
- Monuments historiques (Objekte) in Jassans-Riottier in der Base Palissy des französischen Kultusministeriums